# 八重樫浩
八重樫 浩（やえがし ひろし、本名同じ、1962年3月19日 - ）は、日本のロックミュージシャン、ギタリスト。血液型A型。

## 来歴
岩手県花巻市出身。
1981年　ROCK BAND 「十二単」加入。本格的な音楽活動をスタート。
1982年　「十二単」YAMAHA Light Music Contestシニア部門優秀賞を受賞。
1986年　セッション活動・スタジオワーク等をスタート。
1989年　中崎英也プロデュースによる「広田恵バンド」に参加。
1990年　吉越由美をプロデュース。
その後PLANET EARTHに加入した吉越のデビューシングルを作曲。作詞は高橋研。
1992年　ANN LEWIS with PINXに加入。
1994年　新生BOWWOW活動開始(山本恭司、堀江哲也、満園庄太郎、'94～'95満園英二、'96新美俊宏)※「八重樫浩士」名義
1996年  オリコン30周年企画アルバム「ナツメタルGentlemen」に楽曲提供とレコーディング参加。
2005年　THE KEY PROJECTを結成（Dr.工藤哲也、Ba.ENRIQUE、Gt.八重樫浩）
ちなみにKEYとは、三人の頭文字をとったものである。
2014年　今井秋芳監督のPS3/PS Vita用ゲームソフト「魔都紅色幽撃隊」への楽曲提供。
オープニングテーマは植松伸夫作。
ゲームプレイ中の劇中曲は全てがTHE KEY PROJECTによるもの。

## 人物・エピソード
- ギターを始めるきっかけになったのは小6の時、姉のクラシックギターを弾いてみたのがきっかけ。その後ハードロックへ傾倒する。
- 影響を受けたギタリスト、ミュージシャンは、JEFF BECK、NEAL SHONE、RITCHIE BLACKMORE、山本恭司、BEATLES、AEROSMITH、ANN LEWIS
- 地元の岩手県花巻市で行われた披露宴に、アン・ルイスも列席。地元の友人らが、大変驚いたという。

## 音楽性
現代のデジタルエフェクターは使わず、マーシャル直結のスタイルを貫く。ギターのニュアンスを手首で表現し、エッジの効いたリフから、エモーショナルなギターソロまで、多彩な音を生み出している。
ギターの他、曲によってはヴォーカルもこなす。ハスキーな中音域が記憶に残る声である。

## 使用ギター・機材
- ESP ストラトシェイプ（アルダー材）
- マーシャルJCM800/2203
- Ex-proケーブル
- FL－5LS（FLシリーズの5ｍ L×S）
- FL-７LS（FLシリーズの7ｍ L×S）
- PC-03SS（パッチケーブル 30cm S×S）

## ディスコグラフィー
- 1984年 十二単「HEAVY METAL FORCE(オムニバスアルバム)」
- 1991年 広田恵アルバム「GRAY」
- 1994年 ANN LEWIS「PIERCER」
- 1995年 BOWWOW「♯0」
- 1995年 BOWWOW「♯1」
- 1996年 BOWWOW「♯2 LED BY THE SUN」
- 1996年 ナツメタル「Gentlemen」
- 1997年 ナツメタル「Gentlemen2 CDシングル」
- 2006年 ANN LEWIS「REUNION」DVD
- 2006年 THE KEY PROJECT「THE KEY POINT」
- 2008年 THE KEY PROJECT「KEY YOUR ROCK UP !」
- 2010年 THE KEY PROJECT「K.E.Y.」
- 2013年 THE KEY PROJECT「BACK THE DEMON」
- 2014年 THE KEY PROJECT「魔都紅色幽撃隊」SOUNDTRACK ALBUM
- 2015年 THE KEY PROJECT「OPEN YOUR HEART」